# Каржоани (Васлуј)
Каржоани (рум. Cârjoani) насеље је у Румунији у округу Васлуј у општини Погана. Oпштина се налази на надморској висини од 151 m.

## Становништво
Према подацима из 2002. године у насељу је живело 181 становника, од којих су сви румунске националности.